# Norbert Kobielski
Norbert Kobielski (ur. 28 stycznia 1997 w Inowrocławiu) – polski lekkoatleta, specjalizujący się w skoku wzwyż.

## Kariera
Uczestniczył w eliminacjach Europy do igrzysk olimpijskich młodzieży w 2014 roku nie wywalczając jednak awansu. Bez powodzenia startował w mistrzostwach Europy juniorów w 2015 roku. Ósmy skoczek mistrzostw Europy U23 w Bydgoszczy (2017). W sezonie 2019 odpadł w eliminacjach podczas halowych mistrzostw Europy oraz zdobył brąz mistrzostw Europy U23. Podczas mistrzostw świata w Budapeszcie w 2023 roku zajął 10. miejsce w skoku wzwyż.
Reprezentant Polski w drużynowych mistrzostwach Europy.
Medalista mistrzostw Polski seniorów (srebro – Białystok 2017, Radom 2019; brąz – Lublin 2018). Ma w dorobku także siedem medali halowych mistrzostw Polski (złoto – Toruń 2019, Toruń 2020, Toruń 2021, Toruń 2022, Toruń 2023; srebro – Toruń 2017, Toruń 2018). Stawał na podium mistrzostw Polski juniorów oraz młodzieżowców.
Rekordy życiowe: stadion – 2,33 m (16 września 2023, Eugene) 6. wynik w historii polskiej lekkoatletyki; hala – 2,29 m (29 lutego 2020, Toruń).

## Osiągnięcia
| Rok  | Impreza                                               | Miejsce    | Pozycja           | Wynik |
| ---- | ----------------------------------------------------- | ---------- | ----------------- | ----- |
| 2014 | Kwalifikacje Europy do igrzysk olimpijskich młodzieży | Baku       | 6. miejsce        | 2,06  |
| 2015 | Mistrzostwa Europy juniorów                           | Eskilstuna | –                 | NM    |
| 2017 | Superliga drużynowych mistrzostw Europy               | Lille      | 4. miejsce        | 2,22  |
| 2017 | Mistrzostwa Europy U23                                | Bydgoszcz  | 8. miejsce        | 2,19  |
| 2017 | Uniwersjada                                           | Tajpej     | 10. miejsce       | 2,15  |
| 2019 | Halowe mistrzostwa Europy                             | Glasgow    | el. – 18. miejsce | 2,10  |
| 2019 | Mistrzostwa Europy U23                                | Gävle      | 3. miejsce        | 2,23  |
| 2019 | Superliga drużynowych mistrzostw Europy               | Bydgoszcz  | 5. miejsce        | 2,22  |
| 2019 | Światowe wojskowe igrzyska sportowe                   | Wuhan      | 8. miejsce        | 2,05  |
| 2021 | Superliga drużynowych mistrzostw Europy               | Chorzów    | 1. miejsce        | 2,24  |
| 2022 | Halowe mistrzostwa świata                             | Belgrad    | 9. miejsce        | 2,24  |
| 2022 | Mistrzostwa świata                                    | Eugene     | el. –             | NM    |
| 2023 | Halowe mistrzostwa Europy                             | Stambuł    | 5. miejsce        | 2,26  |
| 2023 | I dywizja drużynowych mistrzostw Europy               | Chorzów    | 3. miejsce        | 2,26  |
| 2023 | Mistrzostwa świata                                    | Budapeszt  | 10. miejsce       | 2,25  |
| 2024 | Halowe mistrzostwa świata                             | Glasgow    | 7. miejsce        | 2,24  |
| 2024 | Mistrzostwa Europy                                    | Rzym       | DSQ               | 2,22  |